# Joseph Bolangi Egwanga Ediba Tasame
Joseph Bolangi Egwanga Ediba Tasame (* 29. Dezember 1937 in Mbaya; † 1. Juli 2019 in Kinshasa) war ein kongolesischer Geistlicher und römisch-katholischer Bischof von Budjala.

## Leben
Am 6. Januar 1966 empfing er durch Papst Paul VI. die Priesterweihe für das Bistum Budjala. 
Paul VI. ernannte ihn am 24. Januar 1974 zum Bischof von Budjala. Der emeritierte Bischof von Budjala, François Van den Berghe C.I.C.M., spendete ihm am 14. Juli desselben Jahres die Bischofsweihe; Mitkonsekratoren waren Louis Nganga a Ndzando, Bischof von Lisala und Joseph Kesenge Wandangakongu, Bischof von Molegbe.
Am 22. Oktober 2009 nahm Papst Benedikt XVI. seinen vorzeitigen Rücktritt an.